# Франческо Фердінандо Альфієрі
Франчéско Фердінáндо Альфієрі — майстер фехтування XVII століття, представник венеційської школи фехтування. Альфієрі родом з Падуї, на той момент часу це вважалася територією Венеційської республіки.
Більшість венеційських і італійських майстрів фехтування в своїх трактатах посилаються на відомого в колах майстрів фехтування Франческо Альфієрі, як на неперевершеного майстра фехтування, в багатьох інших джерелах, трактатах і інших документах за межами Італії і Венеції також можна знайти різні згадки. Ось що про нього говорить Бласко Флоріо в своєму трактаті «Наука з фехтування шпагою Бласко Флоріо» («La scienza della scherma esposta da Blasco Florio»):
|                 | Ми знаємо Альфієрі як великого вченого, і таким він в нашій пам'яті і залишиться |
| — Бласко Флоріо |                                                                                  |

Трактати, написані Франческо Альфієрі:
- «La Bandiera» («Прапор» або «Прапор»), опублікованій в 1638 році[4].
- «La Scherma» («Фехтування»), виданий в 1640 році і перевиданий в 1645 році; про фехтування рапірою[5].
- «La Picca» («Піка»), виданий в 1641 році, доповнення першого трактату[6].
- «L'arte di ben maneggiare la spada» видано в 1653 році і перевиданий в 1683 р. Трактат російською мовою вийшов під назвою «Мистецтво чудового володіння мечем», включає в себе весь його трактат про фехтування рапірою та додано розділ про використання Spadone (дворучний меч)[7].

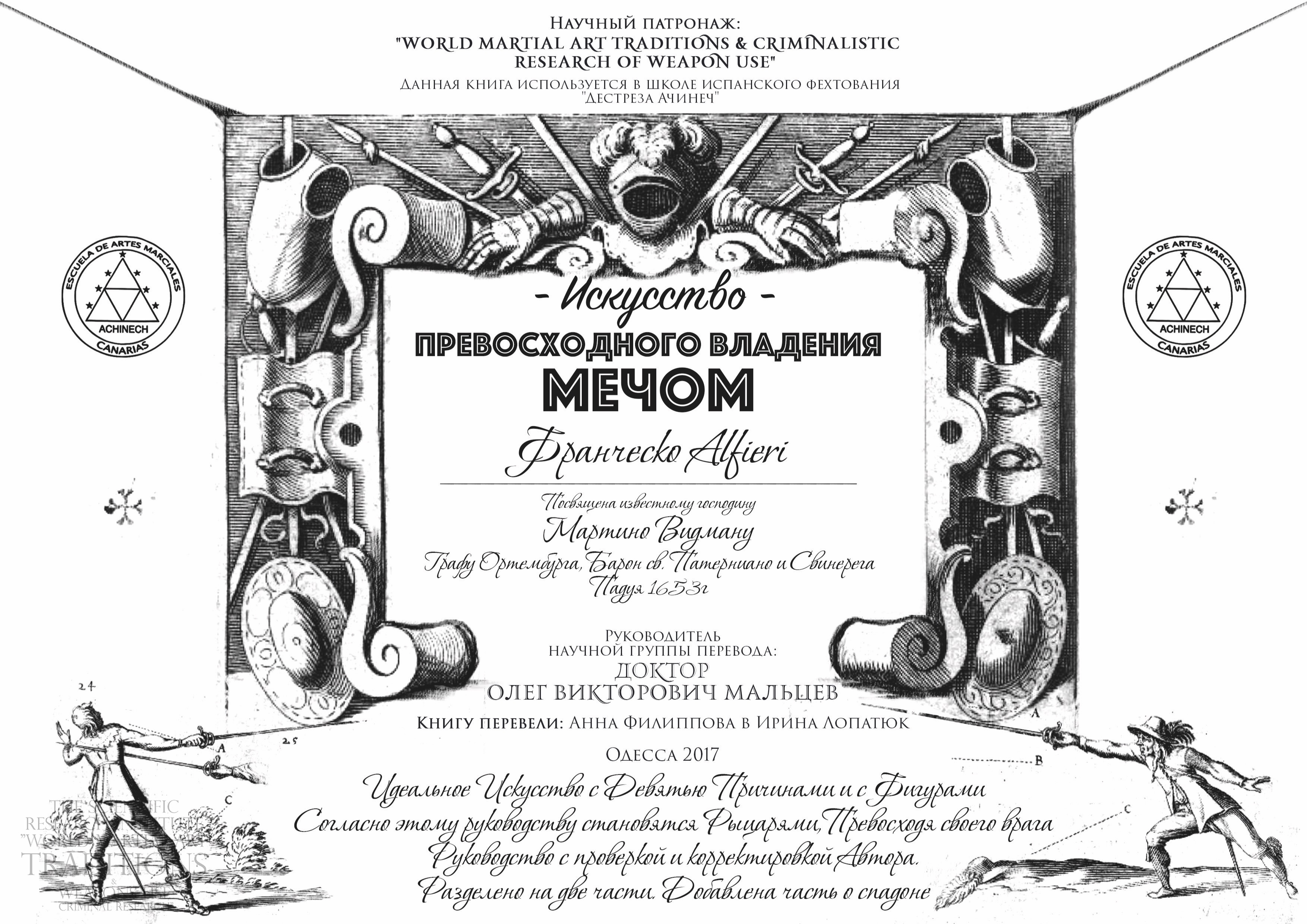
Трактат «Мистецтво чудового володіння мечем». Франческо Альфієрі

- Древній трактат Франческо Альфієрі 1653 року видання, «L'arte di ben maneggiare la spada»[7] — з італійської мови переведений вченими і майстрами фехтування на російську. Книга вийшла в світ під назвою «Мистецтво чудового володіння мечем»[8]. Переклад зроблений Науково-Дослідницьким Інститутом «Світових традицій військових мистецтв і кримінальних досліджень застосування зброї» при співпраці з Школою іспанського фехтування «Дестреза Ачінеч».

## Мистецтво чудового володіння мечем

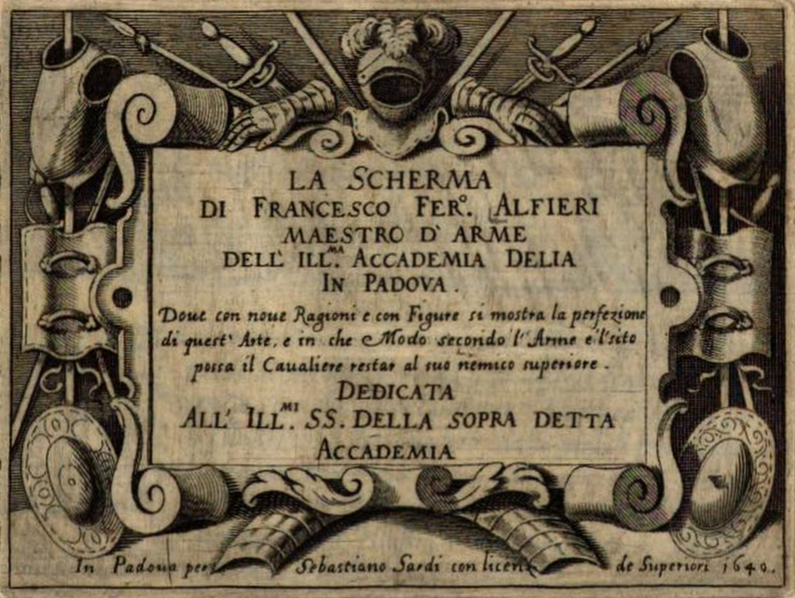
«L'arte di ben maneggiare la spada». Francesco Alfieri

Трактат Франческо Альфієрі «Мистецтво чудового володіння мечем» викликав величезний захват серед майстрів фехтування і повагу, тому що він став одним з найпопулярніших книг з фехтування. Навіть в сучасному світі фехтування цей трактат прийнято вважати в галузі фехтування одним з найкращих підручників.
Один з учнів ось так описав трактат його Великого вчителя:
|                                                           | Прочитавши Книгу по Зброї, написану паном Франческо, я отримав величезне задоволення. Я сприйняв основну доктрину і також відчув саме цю тонку грань жваво мого духа. Для мене велика честь отримати всі ці переваги від вивчення Мистецтва Зброї. Я свідчу про те, що V.S. подарував світові мудрість свого видатного розуму. Це лише найменша хвала його гідності, честі і Безсмертної Слави. Таким способом наступні покоління Лицарів можуть вступати в цю смертельну життя. Ця розповідь написана проклятим мовою, який через століття передав всю свою мудрість використання зброї. Цей незвичайний мову - мову серця, в якому вкоренилися всі причини і, таким чином, його Страх йде. Після цього я потрапив в лабіринт прокляття зі злими осудами і безчестям, але в кінцевому підсумку цілу руки V.S. і кожен раз нескінченно дякую Небеса |
| — Школа 20 червня 1653 , з Чистим серцем, Анонімний Учень | |

Трактат «Мистецтво чудового володіння мечем». відображає думку і погляд Франческо Альфієрі на Фехтування, автор описав повний основний комплекс способів і методів, переваг, які людина може придбати в бою і в повсякденному житті від вивчення Мистецтва Зброї. Альфієрі, один з не багатьох авторів, описав яким чином мистецтво фехтування можна зробити корисним і, як стати найкращим майстром в цій справі. Цей трактат дійшов до наших днів і передав всю свою мудрість і практику використання зброї. Трактат написаний — мовою серця, як кажуть послідовники Альфієрі, в якому проростають причини і принципи фехтування, відповідно, при застосуванні яких зникає страх і невпевненість в бою.
Франческо Альфієрі вважається неперевершеним майстром фехтування, на той момент часу він зібрав всю свою практику і досвід в науці і постарався передати це все в своїй праці, вивів свою нову Змішану Бойову позицію.

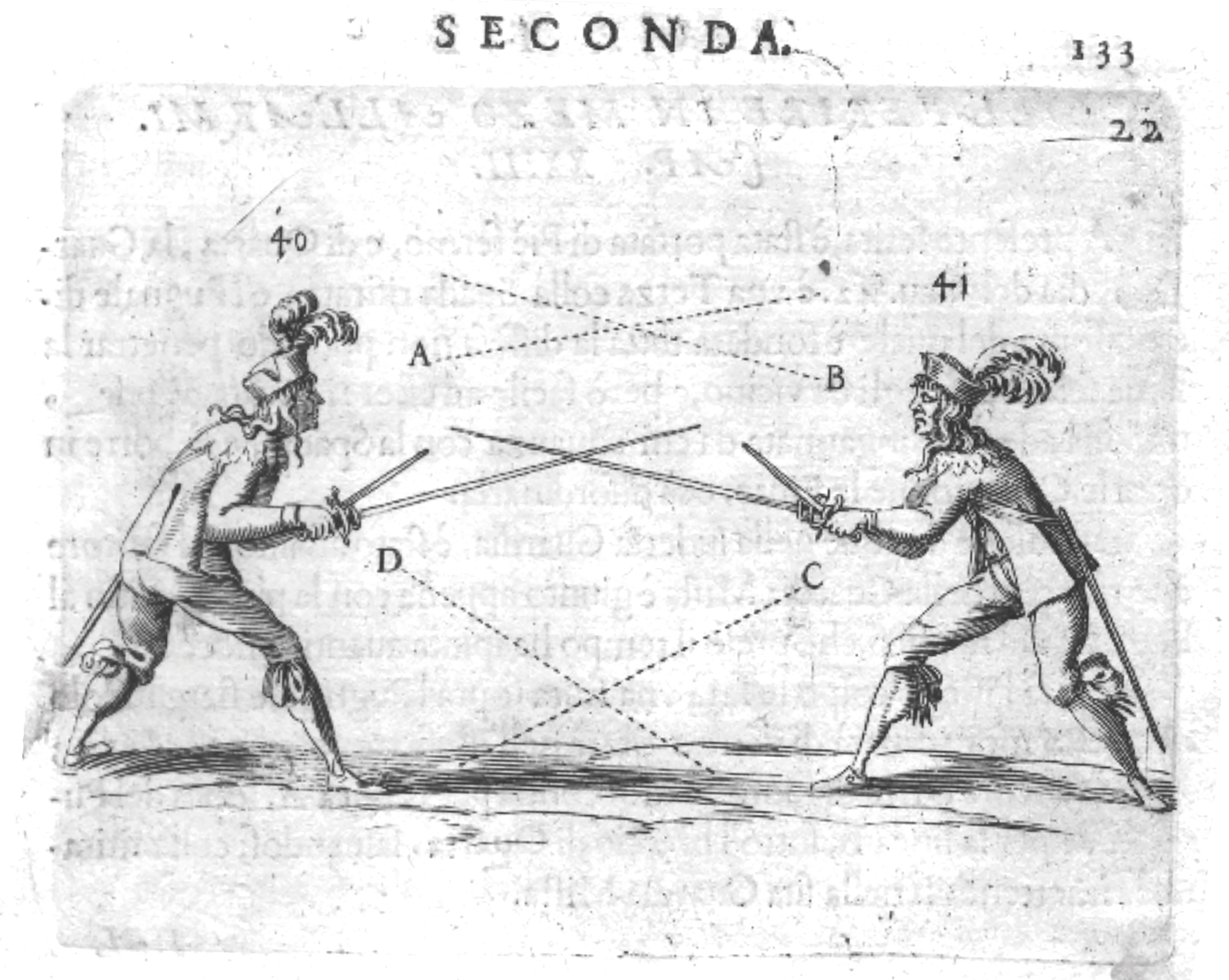
Змішана бойова позиція, яку ввів Франческо Альфієрі

Змішана бойова позиція — пропорційна позиція і придатна для того, щоб перейти в контрбоєву позицію проти першої, другої, третьої, четвертої бойових позиціях. Також тут можна використовувати і високу форму позиції, наприклад, щоб відхилити удар в третьої позиції — зовні або у внутрішній частині, тоді потрібно прийняти четверту бойову позицію. Таким чином, противнику ніяк не вдасться звільнитися, що дуже важливо для здійснення удару. У цьому положенні шкідливо виконувати прямі рухи, вони можуть виявитися смертельними. Якщо ви не хочете завдавати колючих ударів, можете знайти свій спосіб, як змінити форму, і потім далі продовжувати фехтувати. В цьому випадку краще зробити все, щоб зберегти вигідне становище без будь-яких обмежень, також знайти інші зручні моменти, завдати удару разом з випадом в будь-яку ближчу відкриту частину тіла супротивника.
Ця Змішана бойова позиція дозволяла Альфієрі всі поєдинки закінчувати перемогою, тому він вважав за краще більше її використовувати частіше за всіх інших, використовував з метою захисту і для завдання ударів противнику. Крім цього, автор розглянув основні види зброї, які найбільше використовувалися в той період, розглянув окремо особливості їх використання, принципи і справжнє призначення, свої спостереження і висновки з практики. До розглянутої зброї відносяться: меч, кинджал, спадоне, капа, тарга, брокери, а саме в трактаті порушені такі теми, як:
Перша частина:
- Базові основи фехтування
- Про становлення лицаря
- Про форми мистецтва
- Способи визначення форми
- Про час в мистецтві
- Про бойових позиціях
- Про переміщення тіла і кроках
- Про особливості першої і другої бойової позиції
- Про третю і четверту бойових позиціях і їх переваги
- Про ухилення і їх різновидах
- Про хитрощі
- Як можна збагнути природу і мистецтва противника
- Що потрібно протиставити удару при нерухомих ногах або в кроці
- Про контрбоевой позиції
- Де потрібно знаходитися в бою
- Способи завдання удару і природа ударів
- Як потрібно поводитися з сором'язливими, безрозсудними, флегматиками і холериками
- Переваги між силою і слабкістю
- Переваги між великим і малим
- Вибір між рухом в бойовій позиції і очікуванням

Друга і третя частини трактату Франческо Альфієрі присвячені детальному розгляду таких тем, як:
- Формування бойових позицій, атака і оборона
- Завдання різних ударів мечем, мечем і кинджалом, спадоне і ін. в різних позиціях
- Окремо розглянув види захисної зброї і способи їх застосування
- Управління з спадоне, також способи і методи використання цієї зброї в захисті і атаці, особливості управління

У трактаті містяться ілюстрації з докладними поясненнями і демонстраціями бойових позицій, і як завдають ударів, виконують атаку і захист.
|  |  |  |

## Особливості та відмінні риси в італійському фехтуванні
Трактат Франческо Альфієрі «Мистецтво чудового володіння мечем» заклав основу італійського фехтування, яке з'являлося в той момент часу. У своїй праці він звертає увагу на такі особливості та відмінні риси в італійському фехтуванні :
- Атака дорівнює обороні. Немає поділу між атакою і обороною, парирування не виконується окремо. Присутня робота з прямою лінією. Коли противник завдає удар, він проходить повз, а фехтувальник в цей момент часу завдає удар. Цей спосіб застосовується за умови знання пристрою меча, його поділ, вміння працювати кистью руки і передпліччям, а також за умови розуміння, як в бою управляти мечем противника.
- Блокування руху вільної руки супротивника рукою зі шпагою. Цей елемент відсутній в інших школах фехтування.
- Блокування шпаги рукою. В той момент часу, коли людина завдає укол, тобто колючий удар, то руху шпаги вставляють, як перешкода, виставляють руку в рукавичці, тоді шпага противника починає ковзає і йти повз. Далі фехтувальник іншою рукою вільно може завдавати необхідних ударів. Франческо Альфиери в своїй праці описує механізми руху тіла або способи постановки противника в такий стан, коли фехтувальник дістає до противника шпагою, на відміну від іншого. Відмінною рисою цього фехтування є те, що цей ефект досягається за допомогою прямої лінії, а не під кутом, як в інших школах фехтування.
- Удар на обертанні. Досить багато описано використання рухів обертання колони, сформований при поворотах корпусу. Шпага пропускається і здійснюється удар на обертанні тіла. Також продемонстровано, як обеззброїти противника.
- Удари під шпагу (з-під шпаги) противника.

- Протиставлення шпаги кинджалу. Безумовно, кинджал коротший за шпагу, тому робиться парирування кинджала виконаним випадом зі шпагою. І оскільки кинджал не досягає тіла супротивника, то здійснюється удар шпагою саме в ту сторону, де знаходиться кинджал.
- Парирування по хресту. Одночасне парирування кинджалом і шпагою.
- Одночасне завдання ударів кинджалом і шпагою.
- Практично відсутні рублячі та ріжучі удари.
- В основному здійснюються пробивні удари.
- Намотування плаща на руку, який використовується в захисних цілях щитом, що характерно італійській школі фехтування.
- Використання змішаної бойової позиції з плащем, який намотується на руку, і шпагою. Намотаний на руку плащ виставляється проти шпаги, щоб захиститися від атаки супротивника, а потім наноситься смертельне поранення.
- Застосування при захисті і атаці кидання плаща на шпагу.